# Uvarus retiarius
Uvarus retiarius är en skalbaggsart som först beskrevs av Guignot 1939.  Uvarus retiarius ingår i släktet Uvarus och familjen dykare. Inga underarter finns listade i Catalogue of Life.